# Rajd Nowej Zelandii 1994
Rezultaty Rajdu Nowej Zelandii (25. Rothmans Rally New Zealand), eliminacji Rajdowych Mistrzostw Świata w 1994 roku, który odbył się w dniach 29–31 lipca. Była to siódma runda czempionatu w tamtym roku. Bazą rajdu było miasto Auckland. 

## Wyniki końcowe rajdu
| Msc.                   | Kierowca               | Pilot                  | Samochód                 | Czas                   | Strata                 | Grupa                  | Punkty                 |
| Klasyfikacja generalna | Klasyfikacja generalna | Klasyfikacja generalna | Klasyfikacja generalna   | Klasyfikacja generalna | Klasyfikacja generalna | Klasyfikacja generalna | Klasyfikacja generalna |
| ---------------------- | ---------------------- | ---------------------- | ------------------------ | ---------------------- | ---------------------- | ---------------------- | ---------------------- |
| 1                      | Colin McRae            | Derek Ringer           | Subaru Impreza 555       | 5:39.56                | 0.0                    | A8 M                   | 20                     |
| 2.                     | Juha Kankkunen         | Nicky Grist            | Toyota Celica Turbo 4WD  | 5:42.10                | +2.14                  | A8 M                   | 15                     |
| 3.                     | Armin Schwarz          | Klaus Wicha            | Mitsubishi Lancer Evo II | 5:45.27                | +5.31                  | A8 M                   | 12                     |
| 4.                     | Kenneth Eriksson       | Staffan Parmander      | Mitsubishi Lancer Evo II | 5:49.38                | +9.42                  | A8 M                   | 10                     |
| 5.                     | Didier Auriol          | Bernard Occelli        | Toyota Celica Turbo 4WD  | 5:51.52                | +11.56                 | A8 M                   | 8                      |
| 6.                     | Joe McAndrew           | Bob Haldane            | Subaru Legacy RS         | 5:59.40                | +19.44                 | A8                     | 6                      |
| 7.                     | Yoshio Fujimoto        | Arne Hertz             | Toyota Celica Turbo 4WD  | 6:05.11                | +25.15                 | A8 M                   | 4                      |
| 8.                     | Brian Stokes           | Jeff Judd              | Ford Escort RS Cosworth  | 6:06.05                | +26.09                 | A8                     | 3                      |
| 9.                     | Ed Ordynski            | Mark Stacey            | Mitsubishi Lancer RS     | 6:08.50                | +28.54                 | N4                     | 2                      |
| 10.                    | Kiyoshi Inoue          | Yoshimasa Nakahara     | Mitsubishi Lancer RS     | 6:11.55                | +31.59                 | N4                     | 1                      |
| PWRC                   |                        |                        |                          |                        |                        |                        |                        |
| 1 (9).                 | Ed Ordynski            | Mark Stacey            | Mitsubishi Lancer RS     | 6:08.50                | -                      | N4                     |                        |
| 2 (10).                | Kiyoshi Inoue          | Yoshimasa Nakahara     | Mitsubishi Lancer RS     | 6:11.55                | +3:05                  | N4                     |                        |
| 3 (11).                | Reece Jones            | Leo Bult               | Mitsubishi Lancer RS     | 6:12:22                | +3:32                  | N4                     |                        |

1. ↑  Litera M przy oznaczeniu grupy do której należy samochód oznacza, iż tylko ci kierowcy zdobywali punkty dla swoich zespołów liczonych w klasyfikacji producentów na koniec sezonu.

## Klasyfikacja po 7 rundach
Tabele przedstawiają tylko pięć pierwszych miejsc.

### Kierowcy
| Lp. | Kierowca        | Pkt |
| --- | --------------- | --- |
| 1   | Didier Auriol   | 75  |
| 2   | Carlos Sainz    | 72  |
| 3   | Juha Kankkunen  | 72  |
| 4   | Armin Schwarz   | 31  |
| 5   | Massimo Biasion | 30  |

### Producenci
| Lp. | Producent  | Pkt |
| --- | ---------- | --- |
| 1   | Toyota     | 128 |
| 2   | Subaru     | 115 |
| 3   | Ford       | 68  |
| 4   | Mitsubishi | 41  |